# St. Kilda – Britanniens einsamste Insel
Der britische Stummfilm St. Kilda – Britanniens einsamste Insel aus dem Jahre 1928 dokumentiert das Leben der Bewohner auf der kleinen Inselgruppe St. Kilda, dem entlegenen, westlichsten Teil der Äußeren Hebriden. Bei einer Projektionsgeschwindigkeit von 16 Bildern pro Sekunde dauert er 18 Minuten.
In Auftrag gab ihn die Schifffahrtsgesellschaft, die die Linie von Glasgow über Zwischenstationen entlang der westschottischen Küste nach St. Kilda betrieb. Er war für Aufführungen in Glasgow und Umgebung vorgesehen. Entsprechend zeigt er zunächst das Beladen und Ablegen des Schiffes im Glasgower Hafen und Eindrücke von kleineren Häfen, die auf der Strecke liegen. Es folgt das Anlegen des Schiffes auf der St. Kildaer Hauptinsel Hirta, mit dem zum ersten Mal nach neun Monaten wieder Güter von außen auf die Insel kommen. Manche Bewohner sehen zum ersten Mal einen Kameramann; aus Scham verstecken sich einige Frauen vor ihm. Aufnahmen der Hauptstraße der Insel, an der bescheidene Steinhäuser stehen, sind mit Bildern einer Londoner Straße mit regem, dichtem Verkehr gegengeschnitten. Danach zeigt der Film eine Frau am Spinnrad und einen Mann, der an der Steilklippe abgeseilt Vögel fängt. Zuletzt versammeln sich die Menschen, um sich den ersten Film über ihre Insel anzusehen.
Zwei Jahre später wurden sämtliche Bewohner aufs Festland umgesiedelt. Dadurch erlangte die Produktion eine erhöhte filmhistorische Bedeutung als letztes filmisches Zeugnis der isolierten Lebensweise der St. Kildaer. An den Internationalen Stummfilmtagen 2010 in den Räumlichkeiten der Universität Bonn kam der Film mit Klavierbegleitung und gälischen Liedern zur Aufführung.